# Alex Penner
Alex Penner (né le 22 août 1986 à Simcoe, dans la province de l’Ontario au Canada) est un joueur professionnel canadien de hockey sur glace.

## Carrière de joueur
Il commence sa carrière dans la Ligue de hockey de l'Ontario avec le Storm de Guelph et les Greyhounds de Sault-Ste. Marie.
Il dispute ensuite deux matchs avec les Tigers de Restigouche de la Ligue maritime de hockey junior A, puis il commence sa carrière professionnelle en 2007 avec les Bucks de Laredo de la Ligue centrale de hockey.
La saison suivante il évolue avec les Chiefs de Johnstown de l'East Coast Hockey League et les Monsters de Lake Erie de la Ligue américaine de hockey, puis il passe une saison avec les Eagles du Colorado.
Après avoir commencé la saison 2010-2011 avec les Nottingham Panthers de l’EIHL, il retourne terminer la saison avec les Eagles du Colorado.
En 2012-2013 il porte les couleurs du Rush de Rapid City et des Americans d'Allen de la Ligue centrale de hockey.
Le 15 juin 2013 il est sélectionné par les Marquis de Jonquière lors du repêchage universel de la Ligue nord-américaine de hockey. Le 28 septembre il signe un contrat avec l’équipe.

## Statistiques
| Saison    | Équipe                         | Ligue |    | Saison régulière | Saison régulière | Saison régulière | Saison régulière | Saison régulière |   | Séries éliminatoires | Séries éliminatoires | Séries éliminatoires | Séries éliminatoires | Séries éliminatoires |
| Saison    | Équipe                         | Ligue | PJ | B                | A                | Pts              | Pun              | PJ               | B | A                    | Pts                  | Pun                  |                      |                      |
| 2004-2005 | Storm de Guelph                | LHO   | 11 | 0                | 1                | 1                | 7                | -                | - | -                    | -                    | -                    |                      |                      |
| 2005-2006 | Greyhounds de Sault-Ste. Marie | LHO   | 51 | 1                | 2                | 3                | 127              | 4                | 0 | 0                    | 0                    | 4                    |                      |                      |
| 2006-2007 | Tigers de Restigouche          | LMHJA | 2  | 1                | 0                | 1                | 53               |                  |   |                      |                      |                      |                      |                      |
| 2007-2008 | Bucks de Laredo                | LCH   | 53 | 4                | 2                | 6                | 186              | -                | - | -                    | -                    | -                    |                      |                      |
| 2008-2009 | Chiefs de Johnstown            | ECHL  | 38 | 2                | 2                | 4                | 139              | -                | - | -                    | -                    | -                    |                      |                      |
| 2008-2009 | Monsters de Lake Erie          | LAH   | 8  | 0                | 0                | 0                | 22               | -                | - | -                    | -                    | -                    |                      |                      |
| 2009-2010 | Eagles du Colorado             | LCH   | 51 | 5                | 7                | 12               | 222              | -                | - | -                    | -                    | -                    |                      |                      |
| 2010-2011 | Nottingham Panthers            | EIHL  | 30 | 4                | 5                | 9                | 289              | -                | - | -                    | -                    | -                    |                      |                      |
| 2010-2011 | Eagles du Colorado             | LCH   | 21 | 2                | 4                | 6                | 100              | 14               | 0 | 0                    | 0                    | 6                    |                      |                      |
| 2011-2012 | Eagles du Colorado             | ECHL  | 65 | 4                | 5                | 9                | 239              | 3                | 0 | 0                    | 0                    | 0                    |                      |                      |
| 2012-2013 | Rush de Rapid City             | LCH   | 24 | 0                | 2                | 2                | 71               | -                | - | -                    | -                    | -                    |                      |                      |
| 2012-2013 | Americans d'Allen              | LCH   | 20 | 1                | 3                | 4                | 88               | -                | - | -                    | -                    | -                    |                      |                      |
| 2013-2014 | Marquis de Jonquière           | LNAH  | 32 | 1                | 3                | 4                | 129              | 16               | 0 | 1                    | 1                    | 44                   |                      |                      |
| 2014-2015 | Marquis de Jonquière           | LNAH  | 21 | 2                | 5                | 7                | 137              | -                | - | -                    | -                    | -                    |                      |                      |
| 2015-2016 | Winterhawks de Saugeen Shores  | WOAA  | 14 | 4                | 6                | 10               | 68               | 2                | 0 | 0                    | 0                    | 2                    |                      |                      |
| 2016-2017 | Winterhawks de Saugeen Shores  | WOAA  | 10 | 9                | 5                | 14               | 45               | 6                | 1 | 0                    | 1                    | 60                   |                      |                      |

## Trophées et honneurs personnels
Ligue nord-américaine de hockey
- 2013-2014 : remporte la Coupe Canam avec les Marquis de Jonquière.

## Parenté au hockey
- Son frère Andrew Penner est également un hockeyeur professionnel.